# Lilla Melodifestivalen 2013
Lilla Melodifestivalen 2013 var den tionde upplagan av musiktävlingen Lilla Melodifestivalen. Tävlingen arrangerades i Stockholm den 6 juni 2013 och direktsändes i Sveriges Radio P4. Programmet sändes även senare i höst på Barnkanalen. Vinnaren blev Elias Elffors Elfström med bidraget Det är dit vi ska, som slutade på 9:e plats i Junior Eurovision Song Contest 2013 i Kiev, Ukraina den 30 november 2013.

## Tävlingsupplägg

### Regler
I Europeiska radio- och TV-unionens (EBU) regelverk står det: För att få delta i Junior Eurovision Song Contest krävs det att tv- och/eller radio-bolaget är medlem i EBU. Deltagarna ska vara mellan 10 och 15 år. Men arrangören SVT och SR har beslutat att deltagaren inte får vara yngre än 12 år. Det är andra året som dessa regler används. Precis som 2012 års Lilla Melodifestivalen-sändning sändes tävlingen 2013 i radio på SR P4. Tittarna röstade inte, utan en särskilt utvald jury utsåg vinnaren.

## Juryn
Juryn i Audition bestod av Svensktoppens programledare Carolina Norén, musikproducenten Jan Lundqvist och koreografen Tine Matulessy och juryn i finalen bestod av musikproducenten Jan Lundqvist, Svensktoppens programledare Carolina Norén och Melodifestivalens producent Christer Björkman.

### Deltagande artister
| Nr | Artist                 | Låt                    | Placering |
| -- | ---------------------- | ---------------------- | --------- |
| 1  | Mazen Awad             | Kämpa                  | 2         |
| 2  | Mimi och Märta         | Var dig själv          | 2         |
| 3  | Tilda Avnemyr          | För alltid             | 2         |
| 4  | Rami Style             | Nivå från topp till tå | 2         |
| 5  | Vilhelm Buchaus        | För alltid och en dag  | 2         |
| 6  | Elias Elffors Elfström | Det är dit vi ska      | 1         |
| 7  | Klara Sundin           | Jag är en ros          | 2         |
| 8  | Mathilda Lindström     | Lycka                  | 2         |

## Kalender
Nedan redovisas viktiga händelser kring Lilla Melodifestivalen 2013.

### 2013

#### Februari
- 16 februari: SVT bekräftade på sin hemsida att en ny Lilla Melodifestivalen-sändning ska produceras i samarbete med Sveriges Radio.

#### Mars
- 1 mars: Sveriges Radio öppnade inskicknings-formuläret för årets bidrag.
- 27 mars: Sista inskicknings-datumet för årets bidrag.

#### April
- ? april: Första audition startade i Stockholm.

#### Maj
- ? maj: Sveriges Radio publicerade listan på artisterna samt titlarna på respektive låt.
- ? maj: Dans- och sångrepetitionerna startade i Stockholm.

#### Juni
- 6 juni: Finalen direktsändes i radio och tv-sändningen bandades (för visning på tv senare under hösten). Vinnaren utses genom juryröstning.

#### November
- 9 november: Inför Lilla Melodifestivalen 2013 (1:2)
- 16 november: Inför Lilla Melodifestivalen 2013 (2:2)
- 23 november: Finalen visades i tv
- 30 november: Finalen av Junior Eurovision Song Contest 2013 sändes från Kiev, Ukraina.

### Fotnoter
1. 1 2  Inbjudan till Lilla Melodifestivalen 2013 ”Arkiverade kopian”. Arkiverad från originalet den 18 april 2013. https://archive.is/20130418105606/http://sverigesradio.se/sida/artikel.aspx?programid=4292&artikel=5441272. Läst 17 februari 2013.
2. ↑  ”Arkiverade kopian”. Arkiverad från originalet den 17 januari 2012. https://web.archive.org/web/20120117162540/http://www.ebu.ch/en/ebu_members/admission/index.php. Läst 17 februari 2013.
3. ↑  http://svt.se/melodifestivalen/de-tavlar-i-lilla-melodifestivalen-2012